# Liste der State-, U.S.- und Interstate-Highways in Minnesota
Dies ist eine Aufstellung von State Routes, U.S. Highways und Interstates im US-Bundesstaat Minnesota, nach Nummern.

## State Routes

### Gegenwärtige Strecken
- Minnesota State Route 1
- Minnesota State Route 3
- Minnesota State Route 4
- Minnesota State Route 5
- Minnesota State Route 6
- Minnesota State Route 7
- Minnesota State Route 9
- Minnesota State Route 11
- Minnesota State Route 13
- Minnesota State Route 15
- Minnesota State Route 16
- Minnesota State Route 18
- Minnesota State Route 19
- Minnesota State Route 20
- Minnesota State Route 21
- Minnesota State Route 22
- Minnesota State Route 23
- Minnesota State Route 24
- Minnesota State Route 25
- Minnesota State Route 26
- Minnesota State Route 27
- Minnesota State Route 28
- Minnesota State Route 29
- Minnesota State Route 30
- Minnesota State Route 32
- Minnesota State Route 33
- Minnesota State Route 34
- Minnesota State Route 36
- Minnesota State Route 37
- Minnesota State Route 38
- Minnesota State Route 39
- Minnesota State Route 40
- Minnesota State Route 41
- Minnesota State Route 42
- Minnesota State Route 43
- Minnesota State Route 44
- Minnesota State Route 45
- Minnesota State Route 46
- Minnesota State Route 47
- Minnesota State Route 48
- Minnesota State Route 50
- Minnesota State Route 51
- Minnesota State Route 54
- Minnesota State Route 55
- Minnesota State Route 56
- Minnesota State Route 57
- Minnesota State Route 58
- Minnesota State Route 60
- Minnesota State Route 61
- Minnesota State Route 62 (West)
- Minnesota State Route 62 (Ost)
- Minnesota State Route 64
- Minnesota State Route 65
- Minnesota State Route 66
- Minnesota State Route 67
- Minnesota State Route 68
- Minnesota State Route 70
- Minnesota State Route 72
- Minnesota State Route 73
- Minnesota State Route 74
- Minnesota State Route 76
- Minnesota State Route 77
- Minnesota State Route 78
- Minnesota State Route 79
- Minnesota State Route 80
- Minnesota State Route 83
- Minnesota State Route 84
- Minnesota State Route 86
- Minnesota State Route 87
- Minnesota State Route 89
- Minnesota State Route 91
- Minnesota State Route 92
- Minnesota State Route 93
- Minnesota State Route 95
- Minnesota State Route 96
- Minnesota State Route 97
- Minnesota State Route 99
- Minnesota State Route 100
- Minnesota State Route 101
- Minnesota State Route 102
- Minnesota State Route 104
- Minnesota State Route 105
- Minnesota State Route 106
- Minnesota State Route 107
- Minnesota State Route 108
- Minnesota State Route 109
- Minnesota State Route 110
- Minnesota State Route 111
- Minnesota State Route 112
- Minnesota State Route 113
- Minnesota State Route 114
- Minnesota State Route 115
- Minnesota State Route 117
- Minnesota State Route 119
- Minnesota State Route 120
- Minnesota State Route 121
- Minnesota State Route 123
- Minnesota State Route 127
- Minnesota State Route 135
- Minnesota State Route 139
- Minnesota State Route 149
- Minnesota State Route 156
- Minnesota State Route 169
- Minnesota State Route 171
- Minnesota State Route 172
- Minnesota State Route 175
- Minnesota State Route 194
- Minnesota State Route 197
- Minnesota State Route 200
- Minnesota State Route 210
- Minnesota State Route 217
- Minnesota State Route 219
- Minnesota State Route 220
- Minnesota State Route 222
- Minnesota State Route 223
- Minnesota State Route 225
- Minnesota State Route 226
- Minnesota State Route 227
- Minnesota State Route 228
- Minnesota State Route 232
- Minnesota State Route 235
- Minnesota State Route 237
- Minnesota State Route 238
- Minnesota State Route 241
- Minnesota State Route 243
- Minnesota State Route 244
- Minnesota State Route 246
- Minnesota State Route 247
- Minnesota State Route 248
- Minnesota State Route 250
- Minnesota State Route 251
- Minnesota State Route 252
- Minnesota State Route 253
- Minnesota State Route 254
- Minnesota State Route 257
- Minnesota State Route 258
- Minnesota State Route 262
- Minnesota State Route 263
- Minnesota State Route 264
- Minnesota State Route 267
- Minnesota State Route 269
- Minnesota State Route 270
- Minnesota State Route 271
- Minnesota State Route 274
- Minnesota State Route 275
- Minnesota State Route 277
- Minnesota State Route 280
- Minnesota State Route 282
- Minnesota State Route 284
- Minnesota State Route 286
- Minnesota State Route 287
- Minnesota State Route 289
- Minnesota State Route 290
- Minnesota State Route 291
- Minnesota State Route 292
- Minnesota State Route 293
- Minnesota State Route 294
- Minnesota State Route 295
- Minnesota State Route 297
- Minnesota State Route 298
- Minnesota State Route 299
- Minnesota State Route 301
- Minnesota State Route 308
- Minnesota State Route 309
- Minnesota State Route 310
- Minnesota State Route 313
- Minnesota State Route 316
- Minnesota State Route 317
- Minnesota State Route 329
- Minnesota State Route 330
- Minnesota State Route 332
- Minnesota State Route 333
- Minnesota State Route 336
- Minnesota State Route 361
- Minnesota State Route 371
- Minnesota State Route 371 Business
- Minnesota State Route 610

### Außer Dienst gestellte Strecken
- Minnesota State Route 31
- Minnesota State Route 49
- Minnesota State Route 82
- Minnesota State Route 85
- Minnesota State Route 122
- Minnesota State Route 124
- Minnesota State Route 152
- Minnesota State Route 165
- Minnesota State Route 190
- Minnesota State Route 201
- Minnesota State Route 202
- Minnesota State Route 212
- Minnesota State Route 216
- Minnesota State Route 218
- Minnesota State Route 221
- Minnesota State Route 224
- Minnesota State Route 231
- Minnesota State Route 236
- Minnesota State Route 240
- Minnesota State Route 242
- Minnesota State Route 249
- Minnesota State Route 256
- Minnesota State Route 259
- Minnesota State Route 261
- Minnesota State Route 266
- Minnesota State Route 268
- Minnesota State Route 272
- Minnesota State Route 273
- Minnesota State Route 278
- Minnesota State Route 281
- Minnesota State Route 288
- Minnesota State Route 296
- Minnesota State Route 300
- Minnesota State Route 302
- Minnesota State Route 303
- Minnesota State Route 312
- Minnesota State Route 318
- Minnesota State Route 322
- Minnesota State Route 324
- Minnesota State Route 326

## U.S. Highways

### Gegenwärtige Strecken
- U.S. Highway 2
- U.S. Highway 2 Business
- U.S. Highway 8
- U.S. Highway 10
- U.S. Highway 12
- U.S. Highway 14
- U.S. Highway 52
- U.S. Highway 53
- U.S. Highway 59
- U.S. Highway 61
- U.S. Highway 63
- U.S. Highway 65
- U.S. Highway 69
- U.S. Highway 71
- U.S. Highway 75
- U.S. Highway 169
- U.S. Highway 212
- U.S. Highway 218

### Außer Dienst gestellte Strecken
- U.S. Highway 10
- U.S. Highway 16
- U.S. Highway 55
- U.S. Highway 77
- U.S. Highway 210
- U.S. Highway 317

## Interstate Highways

### Gegenwärtige Strecken
- Interstate 35
- Interstate 90
- Interstate 94
- Interstate 394
- Interstate 494
- Interstate 535
- Interstate 694

### Außer Dienst gestellte Strecke
- Interstate 335